# Nothopsyche montivaga
Nothopsyche montivaga là một loài Trichoptera trong họ Limnephilidae. Chúng phân bố ở miền Cổ bắc.